# 日高一輝
日高 一輝（ひだか いっき、本名：鈴木 芳郎 すずきよしろう、1912年（明治45年）1月6日 - 没年不明）は、日本の平和運動家、元世界連邦建設同盟理事長。元日本ラッセル協会常任理事。山形県鶴岡市出身。

## 略歴
- 1912年（明治45年）1月6日、山形県鶴岡市に生れる。
- 京都帝国大学法学部卒業。
- 東京帝国大学宗教学専攻。
- 外務省に入り、満州国政府に招かれる。
- 満州国協和会編集室長。
- 満州国開拓総局広報室長。
- 満州国・王道書院大学教授。
- 上海アジア研究所。
- 衆議院考査特別委員会専門調査員。
- 参議院法務委員会。
- 世界連邦日本国会委員会初代事務局長。
- 世界平和アピール七人委員会初代事務局長。
- 世界連邦世界協会本部執行理事。
- 日本バートランド・ラッセル協会常任理事。
- 百人委員会委員。
- 神奈川大学講師
- 関東学院大学講師
- 相模女子大学講師
- 世界連邦建設同盟理事長。
- 世界連邦世界協会名誉理事長。

## 選挙歴
- 1953年（昭和28年）4月24日 - 第3回参議院議員通常選挙（全国区・無所属・30216票獲得）落選

## 著作物

### 著書
- 『人間バートランド・ラッセル - 素顔の人間像 - 』 1970年 講談社
- 『ラッセル - 恋愛と結婚』 1974年 河出書房新社
- 『世界はひとつ、道ひとすじに』 1986年 八幡書店

### 訳著書
- 『人類に未来はあるか』 バートランド・ラッセル：著 1962年 理想社
- 『わがチベットダライ・ラマ自叙伝』 1963年 講談社
- 『ヴェトナムの戦争犯罪』 バートランド・ラッセル：著 1967年 河出書房
- 『ラッセル自叙伝・1』 1968年 理想社
- 『拝啓バートランド・ラッセル様』 バリイ・フェインベルグ,ロナルド・カスリルズ：編 1970年 講談社
- 『ラッセル自叙伝・2』 1971年 理想社
- 『ラッセル自叙伝・3』 1973年 理想社
- 『この悲劇の国、わがチベット - ダライ・ラマ自伝 - 』 ダライ・ラマ14世：著 1979年 蒼洋社